# Hivatásos Labdarúgók Szervezete
A Hivatásos Labdarúgók Szervezete (rövidítése: HLSZ) egy magyar érdekképviseleti szervezet, amely 1990-ben alakult meg a hivatásos labdarúgók érdekeinek előmozdítása érdekében. A FIFPro nevű nemzetközi érdekképviseleti szervezet tagja. Főtitkára Horváth Gábor. Tagjainak száma meghaladja az ezret.

## Székhelye
1132 Budapest, Nyugati tér 5., 3. emelet 2.

## Vezetői
- Főtitkára Horváth Gábor
- A 7 tagú elnökségben jelenleg is aktív, valamint már visszavonult élvonalbeli labdarúgók foglalnak helyet.

## A HLSZ szolgáltatásai
- díjtalan sportjogi tanácsadás
- a Liga és az MLSZ előtti eljárásokban a tagok díjtalan képviselete;
- a sportra szakosodott biztosítási piacon a lehető legjobb feltételeket kínáló biztosító kiválasztása, a biztosítási szerződések feltételeinek kidolgozása, véleményezése;
- HLSZ sportbiztosítás
- www.profifoci.hu, www.hlsz.hu honlapok működtetése;
- Játékos-adatbank működtetése
- Társasági rendezvények szervezése;
- A tagok és a HLSZ nemzetközi képviselete;
- Karrier-tanácsadókhoz történő kiközvetítés;
- HLSZ_Draft: A labdarúgócsapat nélküli tagok számára ingyenes tréning, tapasztalt szakemberek vezetésével.